# 高豎
高豎（？—？），姜姓，高氏，齊國上卿高傒的後代、高宣子高厚的孫子、高子麗的兒子、大夫高止的兒子，中國春秋時期齊國的大夫。

## 生平
前545年九月，因為高止自恃高氏勢大，喜好領功，為人專橫，不為大夫們難以接受他。公族大夫高蠆（子尾）與欒灶（子雅）（兩人皆是齊惠公之孫）聯手放逐高止，高止出奔北燕。
高止出奔後，高豎在盧地叛變。齊景公派遣大夫閭丘嬰率軍圍攻盧地。高豎請求齊國為高氏立後。閭丘嬰答應後，高豎交出盧地出奔晉國。閭丘嬰向景公復命。景公乃立高傒曾孫高酀以守高傒之祀。晉國在城綿築城安置高豎。